# القزعة (ريمة)
القزعه هي إحدى قرى مديرية بلاد الطعام بمحافظة ريمة اليمنية، بلغ تعداد سكانها 1195 نسمة حسب الإحصاء الذي جرى عام 2004.